# Егоров, Алексей Юрьевич (боксёр)
Алексе́й Ю́рьевич Его́ров (род. 16 июня 1991, Обнинск, Калужская область, РСФСР, СССР) — российский боксер-профессионал, выступающий в первой тяжёлой весовой категории (до 91 кг). Мастер спорта России международного класса (2010), член национальной сборной России (2011—2016), чемпион Европы (2013), чемпион России (2013), чемпион мира APB (2015, Aiba Professional Boxing) в любителях. Среди профессионалов официальный претендент на титул чемпиона мира по версии WBA (2020), чемпион по версии WBA Gold (2019), чемпион по версии IBF International (2019) и чемпион России (2017—2019) в 1-м тяжёлом весе.
Лучшая позиция в рейтинге BoxRec — 17-я (март 2020) и является 3-м среди российских боксёров 1-й тяжёлой весовой категории, а в рейтингах основных международных боксёрских организаций на март 2020 года лучшая позиция — Gold Champion в рейтинге WBA и 11-й в рейтинге WBC — входя в ТОП-20 лучших боксёров 1-го тяжелого веса всего мира.

## Биография
Родился, вырос и живёт в городе Обнинске Калужской области. Боксом занимается с 2005 года. Воспитанник обнинской школы бокса — детско-юношеской спортивной школы «Квант». В 2009 году окончил Профессиональный лицей № 19.

## Любительская карьера
Тренируется у заслуженного тренера России, тренера высшей категории детско-юношеской спортивной школы «Квант» Вадима Мезенцева.
Боксирует в левосторонней стойке.
Победитель первенства России среди юниоров 2009 года.
В марте 2011 года на международном турнире «Мемориал имени Златко Хрбича» в Загребе, в котором принимали участие 80 сильнейших боксёров в составе 8 команд, был признан лучшим боксёром турнира. В марте 2012 года повторил свой успех на этом турнире, снова став его абсолютным победителем.
Серебряный призёр первенства России 2012 года, по итогам которого вошёл в национальную сборную России.
Был одним из главных претендентов на золотую медаль в своей весовой категории на олимпиаде 2012 года в Лондоне. Однако президент Федерации бокса Обнинска Вячеслав Клименко об этой перспективе говорил сдержанно: «Eгopoв выступaeт в вece дo 91 кг, a боксёры-тяжеловecы oбычнo pacкрываются в болee coлидном возpaстe».
В 2013 году завоевал золотую медаль взрослого чемпионата Европы в Минске, победив в финале азербайджанца Теймура Мамедова.
Чемпион России по боксу 2013 года.

## Профессиональная карьера
3 декабря 2016 года, одержав победу техническим нокаутом во 2-м раунде над опытным боксёром из Польши Лукашем Русевичем (22-27), успешно дебютировал на профессиональном ринге.
27 ноября 2017 года, одержал победу техническим нокаутом в 4-м раунде над опытным россиянином Андреем Князевым (16-5) и завоевал титул чемпиона России в 1-м тяжёлом весе среди профессионалов.
16 июня 2019 года одержал победу техническим нокаутом в 4-м раунде над опытным украинцем Романом Головащенко (20-3) и завоевал титул чемпиона по версии WBA Gold в 1-м тяжёлом весе.
12 марта 2020 года победил единогласным решением судей (счёт: 97—94, 99—92, 97—94) чеха Василя Дуцара (8-2-1) и завоевал статус официального претендента на титул чемпиона мира по версии WBA в 1-м тяжёлом весе.

#### Бой за титул
19 ноября 2022 года в Каннах, (Франция), в статусе обязательного претендента проиграл бой за титул WBA в первом тяжелом весе чемпиону Арсену Гуламиряну (27-0, 18 КО), который почти три года не выходил на ринг. Алексей хорошо начал бой, старался забрать центр ринга и имел хорошие моменты, однако во второй половине Гуламирян смотрелся лучше, особенно это было заметно в 8 и 10 раундах. В итоге единогласным решением судей победу отдали чемпиону со счётом: 117—111 и 116—112 дважды.
6 мая 2023 года в Екатеринбурге в рамках вечера бокса, организованного промоутерской компанией RCC Boxing Promotions, одержал быструю победу нокаутом над своим соотечественником Владимиром Жигайловым (4-0, 2 КО). Бой продлился не полный первый раунд. Егоров дважды отправлял Жигайлова в нокдаун, а затем нокаутировал ударом по печени.
16 декабря в Москве возглавил турнир «Лига Ставок. Ночь чемпионов IBA. Россия против США». В соперниках был американец Элвис Гарсия (12-1, 9 КО) который заменил 28-летнего Джо Джонса (14-9). Егоров победил единогласным решением судей по итогам 4-х раундов боя. После боя подтвердил подготовку к бою с Сосланом Асбаровым на лето 2024 года.

#### Бой с Брендоном Глэнтоном
7 июня 2024 года в Москве состоялся турнир «Бойцовского клуба РЕН ТВ», в главном событии №2 рейтинга Алексей Егоров встретился №10 Брэндоном Глэнтоном (19-2). На кону стоял второстепенный титул WBA International в первом тяжелом весе. В начале поединка Глэнтон был значительно агрессивней, активнее и постоянно шел вперед, Алексей же работал вторым номером, пытаясь хорошо встретить. После трех раундов жесткого силового бокса оказываемого Глэнтоном у Алексея появилась заметная гематома под правыми глазом. Начиная с середины боя Глэнтон не изменил вязкую и силовую линию боя, но сместил акцент на корпус. Это принесло результат в конца 11-го раунда Глэнтон хлестко попадает по туловище и Егоров берет колено. Рефери досчитал и остановил бой.

## Статистика профессиональных боёв
В таблице перечислены результаты всех поединков боксёров.
В каждой строке указан результат поединка. Дополнительно номер поединка обозначен цветом, который обозначает итог поединка. Расшифровка обозначений и цветов представлена в нижеследующей таблице.
| Пример | Расшифровка                     |
| ------ | ------------------------------- |
|        | Победа                          |
|        | Ничья                           |
|        | Поражение                       |
|        | Планируемый поединок            |
|        | Поединок признан несостоявшимся |
| КО     | Нокаут                          |
| ТКО    | Технический нокаут              |
| PTS    | Решение судей (по очкам)        |
| UD     | Единогласное решение судей      |
| MD     | Решение большинства судей       |
| SD     | Раздельное решение судей        |
| RTD    | Отказ от продолжения боя        |
| DQ     | Дисквалификация                 |
| NC     | Поединок признан несостоявшимся |

| 14 поединков, 12 побед (8 нокаутом), 2 поражения. | 14 поединков, 12 побед (8 нокаутом), 2 поражения. | 14 поединков, 12 побед (8 нокаутом), 2 поражения. | 14 поединков, 12 побед (8 нокаутом), 2 поражения. | 14 поединков, 12 побед (8 нокаутом), 2 поражения.              | 14 поединков, 12 побед (8 нокаутом), 2 поражения. | 14 поединков, 12 побед (8 нокаутом), 2 поражения.                                                                                     |
| Бой                                               | Рекорд                                            | Дата боя                                          | Соперник                                          | Место проведения боя                                           | Раунд, Время                                      | Примечания |
| ------------------------------------------------- | ------------------------------------------------- | ------------------------------------------------- | ------------------------------------------------- | -------------------------------------------------------------- | ------------------------------------------------- | --- |
| 14                                                | 12-2                                              | 7 июня 2024                                       | Брэндон Глэнтон 19-2)                             | Волейбольная арена «Динамо», Москва, Россия                    | TKO 11 (12)                                       | Бой за титул чемпиона по версии WBA International в 1-м тяжёлом весе.                                                                 |
| 13                                                | 12-1                                              | 6 мая 2023                                        | Владимир Жигайлов (4-0)                           | КРК «Уралец», Екатеринбург, Свердловская область, Россия       | TKO 2 (8), 0:28                                   | Счёта судей: 99-92, 97-94 (дважды). Завоевал статус официального претендента на титул чемпиона мира по версии WBA в 1-м тяжёлом весе. |
| 12                                                | 11-1                                              | 19 ноября 2022                                    | Арсен Гуламирян (26-0)                            | La Palestre, Ле-Канне, Приморские Альпы, Франция               | UD 12 (12)                                        | Счёт: 117-111, 116-112 (дважды). Бой за титул суперчемпиона мира по версии WBA (3-я защита Гуламиряна) в 1-м тяжёлом весе.            |
| 11                                                | 11-0                                              | 12 марта 2020                                     | Василь Дуцар (8-2-1)                              | Пирамида, Казань, Татарстан, Россия                            | UD 10 (10)                                        | Счёта судей: 99-92, 97-94 (дважды). Завоевал статус официального претендента на титул чемпиона мира по версии WBA в 1-м тяжёлом весе. |
| 10                                                | 10-0                                              | 7 декабря 2019                                    | Сергей Радченко (7-4)                             | RCC Boxing Academy, Екатеринбург, Свердловская область, Россия | UD 10 (10)                                        | Счёт: 100-89 (трижды). Радченко в нокдауне в 1-м раунде.                                                                              |
| 9                                                 | 9-0                                               | 16 июня 2019                                      | Роман Головащенко (20-3)                          | КРК «Уралец», Екатеринбург, Свердловская область, Россия       | TKO 3 (12), 0:53                                  | Завоевал титул чемпиона по версии WBA Gold в 1-м тяжёлом весе.                                                                        |
| 8                                                 | 8-0                                               | 23 марта 2019                                     | Томас Остхойзен (28-2-2)                          | RCC Boxing Academy, Екатеринбург, Свердловская область, Россия | UD 10 (10)                                        | Счёт: 100-90, 99-91, 98-92. Завоевал вакантный титул чемпиона по версии IBF International в 1-м тяжёлом весе.                         |
| 7                                                 | 7-0                                               | 23 декабря 2018                                   | Гамильтон Вентура (15-5)                          | УСК «Крылья Советов», Москва, Россия                           | КО 4 (10), 2:27                                   | Вентура в нокдауне во 2 раунде. |
| 6                                                 | 6-0                                               | 20 июля 2018                                      | Латиф Кайоде (23-3)                               | Florentine Gardens, Эль-Монте, Калифорния, США                 | RTD 6 (10), 3:00                                  | |
| 5                                                 | 5-0                                               | 2 июня 2018                                       | Лютер Смит (10-3)                                 | Boardwalk Hall, Атлантик-Сити, Нью-Джерси, США                 | TKO 1 (10), 2:31                                  | |
| 4                                                 | 4-0                                               | 27 ноября 2017                                    | Андрей Князев (16-5)                              | ГЦКЗ Россия, Москва, Россия                                    | TKO 4 (10), 0:51                                  | Завоевал титул чемпиона России в 1-м тяжёлом весе.                                                                                    |
| 3                                                 | 3-0                                               | 1 июля 2017                                       | Карлос Насименто (15-4)                           | ГЦКЗ Россия, Москва, Россия                                    | ТКО 5 (8), 1:05                                   | |
| 2                                                 | 2-0                                               | 3 июня 2017                                       | Александр Кубич (9-4)                             | Дворец Спорта, Ростов-на-Дону, Россия                          | UD 6 (6)                                          | |
| 1                                                 | 1-0                                               | 3 декабря 2016                                    | Лукаш Русевич (22-27)                             | Мегаспорт, Москва, Россия                                      | TKO 2 (6), 2:23                                   | Дебют в профессиональном боксе. |

## Личная жизнь
Женат с 2011 года.